# Misunkumilo
Misunkumilo è una circoscrizione urbana (urban ward) della Tanzania situata nel distretto urbano di Mpanda, regione di Katavi. Conta una popolazione di 3 396 abitanti (censimento 2012).